# Valeria Rossi
Valeria Rossi (Trípoli, Libia; 7 de marzo de 1969) es una cantautora italiana.
Alcanzó un gran éxito en el verano de 2001 con el tema Tre parole, en su país y fuera de Italia. Más tarde lanzó dos álbumes, Ricordatevi dei fiori (2001) y Osservi l'aria (2004), y varios otros sencillos, que sin embargo no repitieron el éxito de la canción debut. Después de haber intentado varias veces volver a los pasos del éxito, encontró trabajo en el Municipio de Monza, en la oficina de registro y protocolo.

## Biografía

### El éxito deTre paroley el álbumRicordatevi dei fiori
Nacida en Trípoli pero criada en Mentana, provincia de Roma debutó en el verano de 2001 con el sencillo Tre parole, una canción escrita por Liliana Richter, Francesco Cabras y la propia Valeria Rossi. La canción, descartada de la participación en el Festival de San Remo de 2001 en la categoría "Joven", fue lanzada a mediados de junio, disfrutando de un éxito inesperado por parte del sello discográfico que la produjo, BMG. De hecho, se vendieron alrededor de 10.000 copias del sencillo en las primeras tres semanas de puesta a la venta.
Con esta canción, Valeria Rossi también participó en el Festivalbar 2001, ganando el premio revelación del año, y también tuvo éxito en otros países europeos, alcanzando la quinta posición en España. Valeria versinó en español la canción Tre Parole: Tres palabras. 
Tras el éxito del sencillo, el 19 de octubre del mismo año salió a la venta el álbum, titulado Ricordatevi dei fiori, precedido del segundo sencillo Tutto fa amore, que no alcanzó el éxito de la canción anterior. La promoción del disco, producido por Liliana Richter y Giulio Albamonte y escrito casi en su totalidad por la cantautora, aunque con varias colaboraciones, continuó con el lanzamiento de otros dos singles, Tutte le mattine y un remix del tema Pensavo a te, publicado en el verano de 2002. El álbum alcanzó la vigésimo octava posición en Italia y la nonagésimo séptima en Suiza.

### Osservi l'aria, el segundo álbum
Regresó al panorama musical en el verano de 2003, cuando participó por segunda vez en el Festivalbar, presentando el tema Luna di lana, escrito íntegramente por ella, que sin embargo tuvo poco éxito alcanzando el puesto 40 en el lista italiana de sencillos.
El sencillo anticipó el lanzamiento del segundo álbum de la cantautora, titulado Osservi l'aria a principios de 2004, junto con el segundo sencillo, Ti dirò. El lanzamiento del álbum también fue apoyado por una gira titulada Con Tatto. El título del disco, editado como el anterior por el sello discográfico BMG, es un anagrama del nombre del compositor, concebido por el enigmático Stefano Bartezzaghi.

### Valeria Rossi compositora
Después del álbum Osservi l'aria, la cantante no publicó más álbumes ni sencillos hasta 2014. Sin embargo, continuó su actividad como autora escribiendo la canción Hai vent'anni incluida en el álbum 74100 de la cantante Mietta, y el relato Otto giorni, contenido en el libro Suicidi falliti per motivi ridicoli publicado para la editorial Coniglio en el mismo año.
En 2010 participó como autora en el Festival de San Remo, habiendo escrito la canción Dove non ci sono ore interpretada por quinceañera Jessica Brando. La canción alcanzó la final en la categoría Nueva Generación, ganada por Tony Maiello con la canción Il linguaggio della resa. Otra canción, titulada Fare piano, está contenida en el álbum de Jessica Brando titulado Dimmi cosa sogni, lanzado en julio de 2010 por EMI Music.
En agosto de 2011 colaboró con el cantautor Francesco Mignogna, Il Migno, en el tema Il tempo che non c'e. Luego escribe, junto a Diana Tejera, la canción Ma una vita no, para la cantante Chiara Civello e insertada en el disco Al posto del mondo. En 2011 Valeria Rossi participa en la canción Evolution, contenida en el disco del mismo nombre del artista español Antonio Romero Márquez. También en 2011, Valeria Rossi escribió junto con el compositor de Andrea Bocelli, Pierpaolo Guerrini, un tema titulada For a new Sun, interpretada por el cuarteto de sopranos Div4s e incluida en su álbum Opera.
En 2014 Valeria Rossi regresa (bajo el seudónimo de Mammastar) con Peppa's Song, inspirada en Peppa Pig, la heroína de dibujos animados. La canción cuenta con la extraordinaria participación de Mirko Fabbreschi, voz histórica de los dibujos animados italianos y fundador de la banda Photonic Rays. También en 2014, su canción Tre parole fue elegida por Peugeot para lanzar su nuevo modelo 108 al mercado a través de un concurso de canto llamado Car-aoke.
En 2018 estuvo entre los competidores del concurso de talentos Rai 1, presentado por Amadeus, Ora o mai più, bajo la dirección de la "maestra" Orietta Berti. En el programa presenta su tema, La gente non parla.
En junio de 2020 lanzó el sencillo Grisbi Summer Mania en colaboración con el grupo español Las Ketchup, canción que publicita la conocida marca de salsa.

### Escritora
En octubre del 2014 Valeria Rossi publica el libro de recetas para niños titulado Bimbincucina, editado por Azzurra Music, que contiene un CD con 21 canciones-receta de Valeria Rossi y  Carotino.
En mayo del 2015 publica el libro Tre parole dopo. Riflessioni intorno al successo (Tres palabras después. Reflexiones sobre el éxito) con la editorial Effequ.

## Discografía

### Álbum
- Ricordatevi dei fiori (2001)
- Osservi l'aria (2004)
- Bimbincucina (2014)

### Sencillos
- Tre parole (2001)
- Tutto fa l'amore (2001)
- Tutte le mattine (2002)
- Pensavo a te (2002)
- Luna di lana (2003)
- Ti dirò (Valeria Rossi) (2004)
- La gente non parla (2018)
- Grisbi Summer Mania (Valeria Rossi feat. Las Ketchup) (2020)

### Colaboraciones
- Il tempo che non c'è - Il Migno feat. Valeria Rossi (2011)
- Centro del mondo - Kyras feat. Valeria Rossi (2016)